# Casa Joan Antoni Tresserra
La casa Joan Antoni Tressera és un edifici situat a la plaça del Duc de Medinaceli, 5 i el passeig de Colom de Barcelona, catalogat com a bé amb elements d'interès (categoria C).

## Història
El 1848, l'indià i comerciant Jaume Badia i Padrines (Torredembarra, 1796 - Barcelona, 1863) va adquirir el solar número 4 del desamortitzat convent de Sant Francesc per 135.250 duros. Posteriorment, l'establí en emfiteusi al també comerciant Joan Antoni Tresserra i Barreiro, cònsol de la República Argentina a Barcelona, que el 1852 hi va encarregar el projecte d'una residència senyorial a l'arquitecte Josep Oriol Mestres.

## Descripció
Originalment de planta baixa, entresòl i tres pisos, al segle xx se li van afegir dos pisos més i un àtic coronat per una torre a la cantonada. La façana presenta un aspecte sobri i gairebé sense elements ornamentals, i les obertures s'organitzen en eixos verticals de balcons amb llinda plana i llosana de pedra de Montjuïc amb volada que es redueix en alçada, tots ells amb barana de ferro excepte els del primer pis, amb balustrada, i finestres a l'entresol i àtic. El portal principal és d'arc de mig punt i inclou l'entresol. El parament és d'especejament horitzontal a la planta baixa i l'entresol i d'estruc llis emmarcant les obertures a la resta.